# Илот
Илоти (ед.ч: на старогръцки: εἱλώτης) в древна Гърция са местни жители на Лакония и Месения, покорени от спартанците. В качеството си на неравноправни, те са обработвали определени земи и са били длъжни да отдават необходима част от дохода си на аристократите. Привличани са и на военна служба в леката пехота. Поради подтисничеството, на което са подложени, те се вдигат нееднократно на бунт и участват в т.нар. Месенски войни, които сериозно разклащат спартанската власт.